# Hormonsensitive Lipase
Die hormonsensitive Lipase (HSL) ist das Enzym, das gespeicherte Fette in Fettzellen und Cholesterinester in ihre Bestandteile zerlegt und diese so zur Verfügung stellt. Die HSL ist damit von zentraler Bedeutung für den Fettstoffwechsel und die Synthese der Steroidhormone. Durch ihre – je nach Phosphorylierung – unterschiedliche Aktivität ist sie außerdem ein Ansatzpunkt zur Regulation des Fettabbaus durch von Hormonen ausgelöste Signalkaskaden, wobei Katecholamine den Fettabbau steigern und Insulin ihn bremst. HSL-Homologe sind bereits in Zweiseitentieren zu finden. Beim Menschen ist sie in Fettzellen und Gewebetypen lokalisiert, die Cholesterin benötigen. Dies schließt die Inselzellen des Pankreas mit ein, da dort Cholesterin für den Prozess der Insulinsekretion verbraucht wird.
Mäuse ohne HSL schalten in ihrer Skelettmuskulatur die Energiegewinnung von Lipid auf Kohlenhydrat um. Die weitreichenden Änderungen im Stoffwechsel solcher Mäuse deuten darauf hin, dass Fettabbauprodukte eine Rolle als Signalmoleküle spielen. Solche Mäuse sind nicht mehr in der Lage, Energie aus ihren Fettreserven zu gewinnen. Studien lassen es für möglich erscheinen, dass die bei Diabetes mellitus beobachtete Fettleibigkeit aus ungenügendem Abbau der Skelettmuskelfette durch HSL entsteht. Aus diesen und anderen Gründen ist HSL ein Target bei der Behandlung dieser Krankheit.

## Katalysierte Reaktion
+ H2O ⇒  + Fettsäure
Fettsäure wird von einem Acylglycerin abgespalten. Als Substrat werden außerdem Cholesterinester, Steroid-Fettsäureester, Retinylester und p-Nitrophenylester akzeptiert. HSL ist damit diejenige Lipase mit dem breitesten Wirkspektrum.